# Typopeltis kasnakowi
Typopeltis kasnakowi är en spindeldjursart som beskrevs av Tarnani 1900. Typopeltis kasnakowi ingår i släktet Typopeltis och familjen Thelyphonidae. Inga underarter finns listade i Catalogue of Life.